# 反苞蒲公英
反苞蒲公英（学名：Taraxacum grypodon）为菊科蒲公英属的植物，为中国的特有植物。分布在中国大陆的四川、西藏等地，生长于海拔2,100米至3,500米的地区，多生长于高山海拔地区松林下、中和山坡草地，目前尚未由人工引种栽培。